# Pterostylis nana
Pterostylis nana är en orkidéart som beskrevs av Robert Brown. Pterostylis nana ingår i släktet Pterostylis och familjen orkidéer. Inga underarter finns listade i Catalogue of Life.